# Жюль Верро

Жюль-П'єр Верро (Jules Pierre Verreaux; 24 серпня 1807 — 7 вересня 1873) — французький ботанік, орнітолог, таксидерміст, професійний колекціонер та торговець біологічними експонатами. Працював разом з братом Едуардом Верро і дядьком П'єром-Антуаном Делаландом.

## Кар'єра

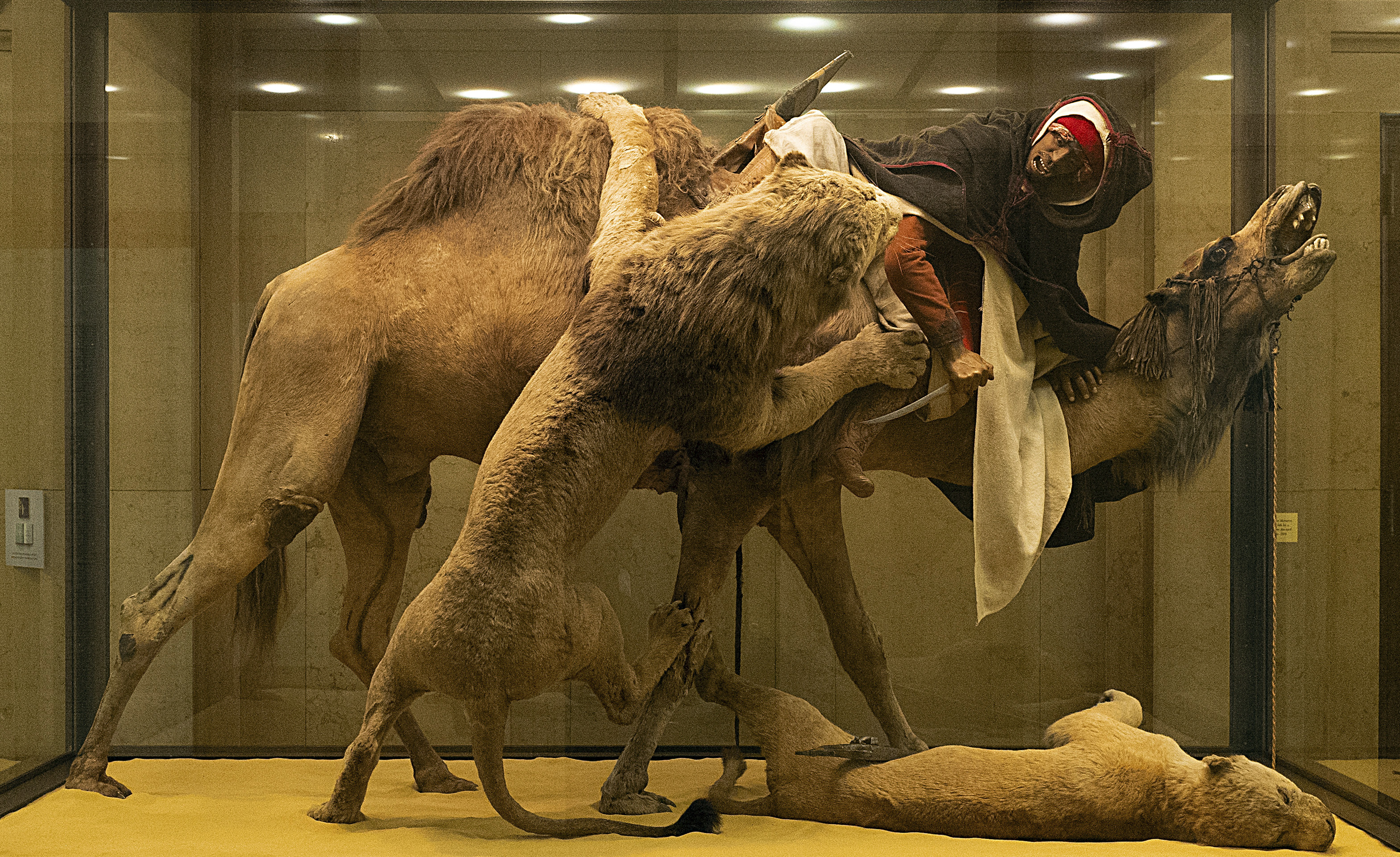
Лев, який атакує дромедара — таксидермічна діорама братів Верро. Придбана в 1898 році музеєм Карнегі в Пітсбурзі. В манекені під назвою «арабський кур'єр» згодом було виявлено людські останки, а саме череп із зубами.

Його батько Жак-Філіпп Верро заснував у 1803 році на площі Вогезів у Парижі компанію, що займалася продаєем предметів природничої історії. Компанія фінансувала колекційні експедиції в різні куточки світу.
У 1830 році, мандруючи територією сучасної Ботсвани, Верро став свідком поховання воїна тсвани. Верро повернувся до місця поховання під прикриттям ночі, викопав тіло африканця та забрав шкіру, череп та декілька кісток. З трупа африканського воїна він зробив опудало, використовуючи металевий дріт як хребет, дерев'яні дошки як лопатки та газету як набивний матеріал. Потім він відправив тіло до Парижа разом із партією опудал тварин. У 1831 році тіло африканця з'явилося у виставковій залі № 3 на вулиці Rue Saint Fiacre. У 1916 році рештки придбав музей іспанського міста Баньолас (рештки стали відомими під назвою «Негр із Баньоласа»). Лише у 2000 році труп воїна повернули і поховали в Ботсвані.
У 1842 році Верро поїхав до Австралії для збору рослин. Він повернувся до Франції у 1851 році з колекцією, в якій містилося 15000 зразків. У 1864 році він зайняв посаду помічника натураліста Флорана Прево у Паризькому музеї.
Верро також працював у Китаї та Південній Африці, де він допоміг Ендрю Сміту заснувати Південноафриканський музей у Кейптауні у 1825 році.

## Вшанування
На честь Верро названо:
- вид орла Aquila verreauxii
- вид зозулі Coua verreauxi
- вид лемура Propithecus verreauxi
- вид голуба Leptotila verreauxi
- вид горобцеподібних Suthora verreauxi[7]
- вид сцинка Anomalopus verreauxii[8]
- вид гекона Gekko verreauxi[9]